# Tabuleta de Nebo-Sarsequim

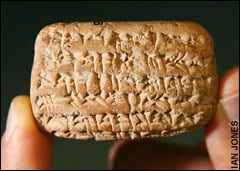
Inscrição

A Tabuleta de Nebo-Sarserquim  é uma inscrição cuneiforme de argila  (2.13 polegadas; 5.5 centímetros) que faz parte da coleção do Museu Britânico.  Datado por volta de 595 a.C., faz referência a um oficial na corte de Nabucodonosor II, rei de Babilônia. 
Arqueólogos descobriram a tabuleta na antiga cidade de Sipar (perto da moderna Bagdá) por volta de 1870. O museu britânico adquiriu a tabuleta em 1920, mas esta ficou arquivada até que Michael Jursa fez a descoberta em 2007.

## Decifrando a escrita
A tabuleta trata de uma oferenda de ouro apresentada por Nebo-Sarsequim no  principal templo da Babilônia, provavelmente em honra aos deuses, sendo parte de um arquivo de um ídolo-sol do templo em Sipar.
Michael Jursa catedrático associado da universidade de Viena e especialista na civilização assíria,  fez a descoberta em 2007, com a seguinte tradução: 
[Recebendo] 1.5  minas (750 quilogramas) de ouro, da propriedade do  Nabu-sharrussu-ukin,  (Nebo-Sarserquim) o eunuco principal, que foi enviado através do eunuco Arad-Banitu, ao [templo] Esangila: Arad-Banitu [ele] entregou a Esangila. Na presença do bel-usat, filho de Alpaya, guarda-costas real, [e de] Nadin, filho de Marduk-zer-ibni. Mês XI, dia 18, ano 10 de Nabucodonosor II, rei de Babilônia.

## Comparações bíblicas
De acordo com o livro de Jeremias (39: 3 no texto massorético; 46:3 na Septuaginta), um indivíduo com o nome de Nebo-Sarsequim (Sarsequim) visitou Jerusalém durante a conquista babilônica. O versículo começa indicando que todos os oficiais babilônicos sentaram-se com autoridade no portão do meio, e a seguir nomeia diversos deles, e conclui, mencionando que todos os outros oficiais estavam lá também. 
- Jeremias 39:3:

| “ | . . .E todos os príncipes do rei de Babilônia passaram a entrar e a sentar-se no Portão do Meio, [a saber:] Nergal-Sarezer, Sangar-Nebo, Sarsequim, Rabe-Saris, Nergal-Sarezer, o Rabe-Mague, e todos os demais príncipes do rei de Babilônia. | ” |

Durante muitos anos, os tradutores bíblicos dividiram os indivíduos nomeados de maneiras diferentes (como visto na tabela abaixo), rendendo em qualquer lugar dois a oito nomes. Esta tabuleta cuneiforme pode alterar o texto, para futuras revisões mais consistentes (isto é, hifenização ou apagamento alternado das vírgulas) em versões futuras.
| Hebraico: | נרגל שראצר סםגר־נבו שרסכים רב־סריס נרגל שראצר רב־מג                         |
| Grego:    | Μαργανασαρ και Σαμαγωθ και Ναβουσαχαρ και Ναβουσαρεις Ναγαργας Νασερραβαμαθ |
| Uncial:   | ΜΑΡΓΑΝΑΣΑΡ ΚΑΙ ΣΑΜΑΓΩΘ ΚΑΙ ΝΑΒΟΥΣΑΧΑΡ ΚΑΙ ΝΑΒΟΥΣΑΡΕΙΣ ΝΑΓΑΡΓΑΣ ΝΑΣΕΡΡΑΒΑΜΑΘ |
| Vulgate:  | NEREGEL SERESER SEMEGAR NABU SARSACHIM RABSARES NEREGEL SERESER REBMAG      |

| Versão | Nome #1         | Nome #2      | Nome #3                        | Nome #4     | Nome #5         | Nome #6  | Nome #7     | Nome #8 |
| KJV    | Nergal-Sarezer, | Sangar-Nebo, | Sarsequim,                     | Rabe-Sáris, | Nergal Sarezer, |          | Rabe-Maque, |         |
| NM     | Nergal-Sarezer, | Sangar-Nebo, | Sarsequim,                     | Rabe-Saris, | Nergal-Sarezer, |          | Rabe-Mague, |         |
| ALA    | Nergal-Sarezer, | Samgar-nebo, | Sarsequim,                     | Rabsáris,   | Nergal,         | Sarezer, | Rabe-Maque, |         |
| AL     | Nergal-Sarezer, | Samgar-nebo, | Sarsequim,                     | Rabe-Sáris, | Nergal,         | Sarezer, | Rabe-Maque, |         |
| AM     |                 |              | Nabusezbã, chefe dos eunucos,  |             | Nergal-Sereser, |          |             |         |
| EP     | Nergalsareser,  | Samgar-Nabu, | Sar-Saquim, chefe dos eunucos, |             | Nergalsareser,  |          |             |         |

## Flávio Josefo
No livro 10 (Capítulo VIII, parágrafo 2; linha 135) em Antigüidades Judaicas, Flávio Josefo registra os oficiais babilônicos como:
| Ρεγαλσαρος Αρεμαντος Σεμεγαρος Ναβωσαρις Αχαραμψαρις |

William Whiston historiador, teólogo e matemático inglês, traduz Jeremias 39:3 invertendo dois deles: 
Nergal Sharezer (Nergal-Sarezer), Samgar Nebo (Sangar-Nebo), Rabsaris (Rabe-Saris), Sarsechim (Sarsequim), e Rabmag (Rabe-Mague).